# Juventus F.C.
Juventus F.C. iz Torina, poznatiji i kao Juve, najtrofejniji je i najpopularniji talijanski nogometni klub. "Stara dama" talijanskog nogometa (La vecchia Signora) klub je koji u Italiji ima preko 10 milijuna navijača, što je uvjerljivo najviše od svih talijanskih klubova jer Inter i Milan po broju navijača zajedno imaju koliko i Bianconeri. U svijetu Juve ima oko 170 milijuna navijača, iako neka istraživanja govore i o puno većoj brojki koja doseže i 200 milijuna, a veliki je broj Juventina na dalekom istoku, primjerice u Indoneziji ima oko 15 milijuna navijača Juventusa.
Juventus ne samo da je najpopularniji talijanski klub, Juventus je i najtrofejniji talijanski klub s preko 50 službenih trofeja u raznim natjecanjima, što talijanskim, što europskim.
Nakon osvajanja Interkontinentalnog kupa 1996. godine, Juventus je postao prvi i do sada jedini klub u povijesti nogometa koji je uspio osvojiti sve naslove prvaka u domaćim i međunarodnim natjecanjima. Prema rang listi Međunarodne federacije za nogometnu statistiku i povijesti, FIFA-ine organizacije, Juventus je najbolji talijanski klub i drugi najbolji europski klub u 20. stoljeću.

## Povijest

### Osnutak
Klub je 1. studenog 1897. godine osnovala grupa učenika torinske škole za književnost "Massimimo D'Azeglio". Svi osnivači bili su starosti od četrnaest do sedamnaest godina i oni su, kako legenda kaže, došli do ideje da osnuju nogometni klub dok su sjedili na klupi u parku "Corso Re Umberto".
Postoji veoma malo pisanih tragova o samom rođenju novog kluba jer u to vrijeme novine nisu previše prostora posvećivale sportu. Jedan od osnivača, Enrico Canfari je kasnije (1914. godine) u jednom dokumentu opisao cijelu stvar. Grupa je raspravljala o imenu kluba i nakon brojnih glasanja došli su do tri varijante: Società Via Fori, Società Sportiva Massimo D' Azeglio i Sport Club Juventus. Zadnje rješenje je izabrano kao najbolje.
Prvi predsjednik kluba je bio Eugenio Canfari (brat Enrica). Oni su zajedno igrali u drugom klubu iz Torina, Piazza D'Armi. Juventus je promijenio ime u Nogometni Klub Juventus 1899. godine i prva boja dresova je bila ružičasta i crna, u Italiji poznata kao rosanero.
Juventus je treći najstariji talijanski nogometni klub, poslije Genoe (1893.) i Udinesea (1896.), iako se u Genovi nogomet počeo igrati kada i u Torinu, 1897.

### Ulazak u Talijansku ligu
Juventus je debi u Talijanskoj ligi napravio 1900. godine noseći svoje ružičaste dresove. U prvom službenom nastupu kluba, 11. svibnja 1900. protiv FBC Torinesea zabilježen je poraz od 1-0. 
U drugoj sezoni, klub je bio mnogo bolji i došao do polufinala nakon pobjede nad gradskim rivalom Gimnastica Torinom od 5-0 ali je kasnije poražen od Milan Cricketa 3-2.
1903. godine je odlučeno da se pronađe nova boja dresova i tom prilikom je za pomoć upitan engleski igrač u sastavu, John Savage. On je imao prijatelja u Nottinghamu (Engleska) koji je igrao za Notts Country koji mu je kasnije poslao famozne crno-bijele dresove koji su ostale do dana današnjeg u upotrebi i simbol su kluba. U ovom periodu se tim preselio na Velodromo Umberto I. Onda su dvije sezone zaredom ispadali od istog kluba, Genoa Cricket & Football Club, sve dok ih nisu u finalu lige pobijedili i tako 1905. godine osvojili prvu titulu.
Juventus je sastavio jaku ekipu, ali je uskoro nakon prve titule, klub napustio predsjednik Alfredo Dick poslije velike svađe i sa sobom poveo nekoliko najboljih igrača. Neki od istaknutijih ljudi u klubu su predlagali preseljenje iz Torina pa je Dick osnovao novi klub, Foot-Ball Club Torino i također platio zakup za Velodromo Umberto I. 
Prvi gradski derbi u Torinu je odigran sljedeće sezone, 13. siječnja 1907. godine i rivalstvo je bilo kao nikada dotada.
Od tog perioda pa do poslije završetka prvog svjetskog rata, talijanskim nogometom su dominirale druge ekipe, posebno one iz Pijemonta i to Pro Vercelli i Casale. Juventus je nakon rata bio u fazi reorganizacije s predsjednikom Corradino Corradiniem pa je nekoliko igrača bilo pozvano u reprezentaciju Italije. U ovom periodu je debitirao i golman Giampiero Combi koji će kasnije postati jedan od heroja i legendi kluba.

### Početak ere Agnelli
Edoardo Agnelli iz obitelji Agnelli, vlasnik kompanije Fiat, preuzima kontrolu nad klubom 1923. godine. Obitelj Agnelli imala je privatni stadion u Villar Perosi, koja se nalazio jugozapadno od Torina i njega su samo dodatno preuredili. Kako se to ispostavilo kao dobar potez za klub i Juventus je drugi Scudetto osvojio u sezoni 1925./26. kada su u finalu pobijedili Albu iz Rima ukupnim rezultatom 12-1. Golovi Antonija Vojaka u toj sezoni su bili presudni.

### Edoardo Agnelli
Od sezone 1930./31. pa do one 1934./35. klub je sakupio rekordnih pet uzastopnih titula prvaka i to četiri s trenerom Carlom Carcanom. Ta trofejna ekipa je u sebi imala velike igrače poput Raimundo Orsia, Luigi Bertolinia, Giovanni Ferrarija i Luisa Montija ali i ostale asove. Stigli su i do polufinala Mitropa kupa (u to vrijeme jednog od glavnih turnira u Europi. U prijevodu to bi značilo ‘’Kup Srednjoeuropskih zemalja’’ i na njemu su sudjelovali klubovi samo iz tog dijela kontinenta) gdje su izbačeni od kasnijeg pobjednika, češke Slavije iz Praga.
Tijekom 1933. godine Juventus se preselio na njihov prvi pravi stadion – Stadio Benito Mussolini. Ovaj stadion je sagrađen te godine za potrebe Svjetskog prvenstva 1934. s kapacitetom od 65 000 mjesta. Ime je dobio po Benitu Mussoliniu (baš kao i svi ostali stadioni u državi), tadašnjem vođi fašističke Italije. 
14. lipnja 1935. umire Edoardo Agnelli što je u velikoj mjeri uzrokovalo lošijim rezultatima tima pa su tako mnogi igrači napustili klub.
1953. godine Giovanni Agnelli je odstupio s mjesta predsjednika kluba, pozicije koju je dvije godine kasnije preuzeo njegov brat Umberto.

### Nakon 2. svjetskog rata
Klub nije mogao nikako pronaći recept za titulu u periodu poslije rata, pa je najbolji rezultat bilo drugo mjesto iza Ambrosiana-Intera u sezoni 1937/1938. Nakon završetka II. Svjetskog rata ime stadiona je preimenovano u Stadio Olimpico i Edoardov sin, Gianni Agnelli je postao zaslužni predsjednik kluba. 
Juve je osvojio dva Scudetta u sezonama 1949./50. i 1951./52. i to prvu pod diregentskom palicom Engleza Jesse Carvera dok je drugu trofejnu sezonu on započeo, ali onda napustio klub.
Nakon novih sušnih sezona, u momčad su dovedeni 1957. godine, Velšanin John Carles i Talijan argentinskog porijekla Omar Sivori kao pomoć Giampieru Bonipertiu koji je tu bio još od 1946. Ovaj potez se ispostavio kao sjajan zato što upravo ova trojka postaje jedna od najuboitijih u povijesti kluba. S njima kao predvodnicima dolaze i nove dvije titule Serie A i to u sezonama 1957./58. i 1959./60. Tada je Fiorentina oba puta završavala kao druga. Juventus je u sezoni 1959./60. po prvi put osvojio duplu krunu nakon trijumfa i u Coppa Italiji. Sljedeća titula koja dolazi na Olimpico bila je deseta u povijesti kluba pa tako  ‘’Stara Dama’’ postaje prvi tim s 10 titula u nacionalnom prvenstvu. Kao nagradu dobiva Zlatnu zvijezdu za sportska dostignuća (Stella d'Oro al Merito Sportivo) na svoj dres. Omar Sivori iste godine prima nagradu za Europskog igrača godine što je bilo prvi put da jedan Juventusov igrač dobio tako prestižnu nagradu.

## Europski uspjesi
Juventus je zatim sam sebe promovirao u Serie A tijekom 70-ih godina 20. stoljeća kao stroj za mljevenje protivnika. Klub osvaja Scudetta u sezonama 1971./72., 1972./73., 1974./75. i 1976./77. Trener je bio Čestmír Vycpálek, Čeh koji je kao desno krilo dvije godine (1946. i 1947.) igrao za "staru damu". Stvorena je snažna ekipa s legendarnim kapetanom Gaetanom Scireom, Robertom Bettegom, Fabiom Capellom i Brazilcem Jose Altafiniem, koji je trenutno treći strijelac u povijesti Serie A.
Franco Causio je također postao vrlo popularan igrač tog vremena. Popularnost mu je bila tolika da mu je klub dopustio na utakmicama nositi dugu kosu. Igračima je osigurana i službena odjeća (krojena kod najpoznatijih krojača u državi) i natjerani su da završe započete studije. Mnogi od tih igrača su s Juventusom ostali do kraja igračke karijere i nakon umirovljenja su imali osigurane odlične poslove u klubu ili u Fiatu. 
Pored uspjeha u Italiji, momčad je osvojila Kup UEFA u sezoni 1976./77. nakon pobjede u finalu nad španjolskim Bilbaom golovima Tardellija i Bettege. 
Kup UEFA je osvojen pod trenerskom palicom Giovannija Trapattonia koji je i tijekom 80-tih ostao u klubu. Još uvijek drži rekord po broju utakmica na klupi tima, čak 596.
S njim na klupi, Juventus je dominirao ranih ’80 i osvojio tri naslova prvaka Italije: 1980./81., 1981./82. i 1983./84. 
Naslov osvojen 1982. godine bio je dvadeseti po redu što je značilo da na dres ide i druga zlatna zvijezda (još nijedan klub na Apeninima nije dostigao tu brojku). 
Tada su Juventusovi igrači dobivali mnoge nagrade, pa je tako Paolo Rossi koji je 1982. osvojio Svjetsko prvenstvo dobio nagradu za Europskog igrača godine. Francuski vezist, Michel Platini, tu je nagradu dobio sljedeće tri uzastopne godine (1983., 1984., 1985.) što je rekord. Juventus je jedini klub koji je četiri puta uzastopno imao najboljeg igrača Starog kontineta.

### Boniek i Platini
Slast uspjeha u Europi momčad nije osjetila od sredine '80-tih kada je u sezoni 1983./84. osvojio Kup pobjednika kupova (protiv Porta 2:1), a sezonu kasnije i Ligu prvaka protiv Liverpoola. Ali taj susret ostat će upamćen više po tragediji nego po rezultatu i tituli. Na stadionu Heyselu na kojem se igralo igralo ovo finale poginulo je 39 navijača Juventusa poslije pada tribine. Taj događaj ostao je upisan kao najcrnji dan u povijesti europskih klupskih natjecanja.
Osim osvajanja Serie A u sezoni 1985./86. sve od tada pa do sredine ’90 se može zaboraviti što se tiče uspjeha u ligi. Osvojili su dva naslova pobjednika talijanskog kupa: 1989./90. i 1994./95. dok su jednu završnicu izgubili – 1991./92. 
1990. Juventus je izgubio susret superkupa Italije. Nasuprot tome, u Europi su postignuti dobri rezultati. U sezonama 1989./90. i 1992./93. dva puta su osvojili Kup UEFA. 1990. godine klub se preselio u svoj novi dom, stadion Delle Alpi. Novi je stadion bio sagrađen za potrebe svjetskog prvenstva 1990. godine u Torinu. Dijelili su ga s gradskim rivalom Torinom, a Olimpico su napustili zbog nedovoljnog kapaciteta.

## Slavne 1990-e
Marcello Lippi je 1994. napustio trenersko mjesto u Napoliju i preuzeo Juventus. U prvoj sezoni na klupi Juventusa vratio je naslov prvaka Italije u Torino nakon 9 sezona. Kapetan tadašnje momčadi bio je Ciro Ferrara (kasnije i trener), Roberto Baggio, Gianluca Vialli i mladi Alessandro Del Piero kojega su već nakon te prve sezone vidjeli kao nasljednika Baggia.
Juventus je sljedeće u talijanskome prvenstvu završio na drugome mjestu iza Milana, no u finalu Lige prvaka koje se igralo u Rimu osvojili su svoj drugi naslov europskog prvaka u povijesti kluba protiv nizozemskog Ajaxa. Nakon regularnog dijela utakmica rezultat je bio 1:1, a pogodak je zabio Fabrizio Ravanelli, da bi nakon jedanaesteraca, pogotkom Jugovića Juventus na kraju slavio. Početkom iduće sezone Juventus igra u finalu tadašnjeg svjetskog nogometnog prvenstva, tadašnjeg Interkontinentalnog kupa protv argentinskog River Platea. Utakmica je završena rezultatom 1:0 za Juventus, a pogodak je zabio Alessandro Del Piero.
Nakon te 1996. godine i osvajanja Lige prvaka i Interkontinentalnog kupa u klub su došli Christian Vieri, Zinedine Zidane, Filippo Inzaghi i Edgar Davids koji je igrao za Ajax u finalu '96. Juventus je te 1996. također osvojio i Europski Superkup.
Juventus je uspio i u dvije sljedeće sezone doći do finala Lige prvaka što od nove strukture natjecanja nije pošlo za rukom, a također su bili i najbliže obrani titule koju nitko nije obranio od 1990. kada je Milan obranio naslov Kupa prvaka. 1997. Juventus je u finalu izgubio od Borussie iz Dortmunda rezultatom 3:1, a za Juve je još jednom zabio Alessandro Del Piero. Godinu dana kasnije Juventus je ponovno uspio doći do finala, no ovoga puta bio je bolji Real Madrid i to s 1:0 pogotkom Predraga Mijatovića.
Kasnije 90-te su obilježili vruća rivalstva s Interom i Romom. Zdeněk Zeman, tadašnji trener Rome je u javnost iznio priču da su Juventusovi doktori u razdoblju od 1993. do 1998. davali doping igračima. Ipak, poslije mnogih priča i dva suđenja, Juventus je izašao kao nevin iz svih parnica pred Međunarodnim sudom u Lausanni. Niti jedna ilegalna supstanca nije pronađena u tijelima igrača Juventusa. Zeman je pak poznat po tome da nije naklon Juventusu, a navijačima torinskog kluba Zeman je jedan od najmržih ljudi iz svijeta nogometa brojnim neosnovanim napadima na njihov klub, a isto tako zbog potpisivanja majica s natpisima protiv Juventusa ili pak napadima u nekim sportskim emisijama da Juventus zapravo ima tek 20-ak naslova prvaka.
Lippi je napustio klub i otišao u rivala Intera, a trenerom je postao Carlo Ancelotti koji nakon za Juventus dva razočaravajuća druga mjesta u Serie A napušta klub te se Lippi vraća u Torino. 2001. godine iz kluba odlazi Zinedine Zidane kojega je Juventus prodao za tada rekordnih 73,5 milijuna eura u Real Madrid, a također i Pippo Inzaghi te godine odlazi u Milan. Također je te godine Juventus prodao i Edwina van der Sara, a u klub su stigle neke buduće legende, iz Parme su došli Gianluigi Buffon te Lilian Thuram, iz Monaca David Trézéguet, a iz rimskog Lazia došao je Pavel Nedved. 2000. godine u zadnjem kolu Juventus gubi naslov prvaka Italije od Lazija porazom 1:0 u gostima kod Perugie u utakmici koja je igrana pod neregularnim uvjetima kada je travnjak bio u potpunosti potopljen, no Pierluigi Collina odlučio je da se utakmica sa sat vremena zaostatka ipak odigra, a Juventus koji je tada bio prvi na tablici na kraju je završio drugi.
Nakon dolaska novih igrača u klub, Juventus osvaja dva uzastopna naslova talijanskog prvaka, u sezonama 2001./02. i 2002./03., a posebno se pamti ova prva kada je Juventus u zadnje kolo ušao s bodom zaostatka za Interom, te bodom prednosti nad Romom. 5. svibnja 2002. Juventus je gostovao u Udinama, A.S. Roma je išla u Torino kod Juventusovog gradskog rivala, dok je Inter putovao u Rim kod Lazija te su svi zbog dobrih odnosa ova dva kluba očekivali Interovo prvo osvajanje naslova prvaka nakon 1989. godine. Juventus se lagano obračunao s Udineseom i pobijedio 2:0 pogodcima Del Piera i Trezegueta te se čekao kraj utakmica u Rimu. A.S. Roma je slavila s 1:0 protiv Torina, a Inter je na opće iznenađenje izgubio kod Lazia rezultatom 4:2 te se to pamti kao jedan od najvećih trenutaka u povijesti Juventusa kao i jedna od najvećih pobjeda nad najvećim rivalima, milanskim Nerazzurrima.
Godine 2003. Juve je osvojio naslov prvaka Italije ispred Milana, no Rossoneri su u finalu Lige prvaka igranom na Old Traffordu nakon jedanaesteraca slavili protiv Juventusa. Utakmica je završena rezultatom 0:0, a posebno se pamti kada je današnji trener Antonio Conte u produžetku pogodio okvir Milanova gola. Bilo je to prvi puta u povijesti da su se u finalu sastala dva talijanska kluba, a čak su tri od pet Juventusova igrača promašila jedanaesterac. Lippi je nakon te utakmica napustio klub razočaran još jednim nesretno izgubljenim finalom Lige prvaka te je postao talijanski izbornik s kojom će kasnije osvojiti Svjetsko prvenstvo.

## Dolazak Fabija Capella
Godine 2004. na mjesto trenera dolazi nekadašnji igrač Juventusa te bivši trener Real Madrida, Rome i Milana, Fabio Capello te osvaja dva naslova prvaka, u sezonama 2004./05. i 2005./06. U proljeće 2006. dolazi do pokretanja skandala 'Calciopoli' oko namještanja utakmica, a glavni akter u toj priči bio je Luciano Moggi, sportski direktor Juventusa. Stara Dama je izbačena u Serie B, a ostali uključeni klubovi u namještanjima dobili su blaže kazne. Inter je iz cijele te priče izašao kao jedini pošteni klub u Italiji, a Juventus je optužen na osnovu jako malo dokaza dok neki klubovi poput upravo Intera za iste stvari za koje je Juventus kažnjen nisu kažnjeni, dapače dokazi protiv tih klubova su na sudu označeni kao nebitni iako su jasno inkriminirali i te klubove. Danas se novi predsjednik Juventusa, Andrea Agnelli kao i cijela uprava, neki bivši i sadašnji igrači te navijači bore kako bi se Juventusu vratila ta dva osvojena kako kažu na terenu naslova. Naslov iz sezone 2004./05. nije pripao nikome, dok je onaj iz sezone kasnije za stolom dan Interu koji je te sezone bio tek treći iza Juventusa i Milana.
Zanimljivo je da klub koji je te sezone imao čak 8 igrača u finalu svjetskog prvenstva na utakmici između Italije i Francuske je označen kao onaj koji nije mogao pobjeđivati bez pomoći sudaca. Postoje mnoga svjedočenja od strane bivših igrača, poput Zlatana Ibrahimovića koji je opisan kao najveći izdajica u povijesti kluba koji govori da su to pošteno osvojeni naslovi radom i zalaganjem, dok su igrači poput Dejana Stankovića i Christiana Vierija, koji su tada igrali za Inter govorili kako je Juventus uvjerljivo najjači u Italiji tada bio, a Vieri je čak optužio upravu Intera da je silila svoje igrače da potpišu ugovore kojima se zna da će se napasti Juventusa i pokušati odstraniti. Mnogi su dokazi bili transkripti poziva, a predsjednik Inter, Massimo Moratti većinski je vlasnik telekomunikacijske kuće koja je dobavljala te transkripte. Danas novinari znaju mnoge bivše igrače kada gostuju sa svojim novim momčadima u Torinu o tim naslovima i svi govore kako su to pošteno osvojeni trofeji.
Nedavno su izašli na vidjelo mnogi novi dokazi koji inkriminiraju i druge klubove, prije svega Intera, potpisana je i peticija 2011. godine kojom se traži vraćanje naslova Juventusu, te bi se u budućnosti takva odluka mogla očekivati, iako savez za sada odbija donijeti ikakvu odluku te se poziva ne pravilo zastare iz razloga što je prošlo više od 6 godina od prvobitnog suđenja.

## Sezona u Serie B
Juventus je po prvi put u svojoj povijesti igrao van Serie A. Dogodilo se to nakon najvećeg nogometnog skandala u povijesti talijanskog nogometa, 'Calciopolija', za koji Juventusovi navijači, tadašnji igrači, navijači, pa čak i neki protivnički igrači vjeruju da je bila obična namještaljka kako bi se pokušao oslabiti Juventus. Francuski stručnjak i legenda kluba, Didier Deschamps prihvatio je posao trenera i došao u klub u vrlo teškom razdoblju kada su ga napustili neki od glavnih igrača poput Zlatana Ibrahimovića i Fabija Cannavara.
Ipak, bilo je i onih koji su odlučili ostati u klubu, a tu se prije svega govori o Gianluigiju Buffonu, Davidu Trezeguetu, Pavelu Nedvedu te Alessandru Del Pieru.
Del Piero je na pitanje novinara zašto nije prihvatio neku bogatu ponudu velikih europskih klubova, već je ostao igrati u drugoj ligi rekao:
"Un vero cavaliere non lascia mai una signora." – "Pravi gospodin nikada ne napušta Damu."
Prvu utakmicu s njim na klupi Juventus je 19. kolovoza 2006. u prvome kolu Coppa Italije protiv Martine dobio rezultatom 3:0 U trećem kolu Juve je gostovao kod Napolija. Nakon 90 minuta nevjerojatne utakmice bilo je 2:2, a nakon 120 minuta 3:3. Poslije četiri serije izvođenja jedanaesteraca rezultat je bio 4:4 kada je vratar Juventusa Gianluigi Buffon pucao iznad okvira gola i omogućio Napoliju da prođe dalje.
Prva, povijesna utakmica u Serie B odigrana je u gostima kod Riminija i završena je rezultatom 1:1. Matteo Paro bio je prvi strijelac u povijesti Juventusa u drugoj ligi, a tada se činilo da će povratak u Serie A biti nemoguća misija zbog prvobitnog minusa od čak 30 bodova koliko su čelni ljudi talijanskog nogometnog saveza odlučili. Kasnije je kazna ublažena i Juventusu se oduzelo "samo" 9 bodova.
Juve je poslije prvog kola i šoka igranja u drugoj ligi nanizao 8 pobjeda za redom uz gol-razliku 16:1. Ta serija je završena na San Paolu, stadionu Napolija, gdje je bilo 1:1. U toj utakmici je prekinut niz Gianlugija Buffona od 733 minute bez gola u svojoj mreži. 18. studenog 2006. godine u susretu protiv Albinoloffea Gigi Buffon je zaradio svoj prvi crveni karton u karijeri nakon što je skrivio kazneni udarac, ali je u toj utakmici Juventus s deset igrača na terenu stigao do nerješenog rezultata. Prvi poraz u Serie B Juve je doživio 13. siječnja 2007. kada je Mantova kod kuće minimalnim rezultatom slavila protiv Bianconera.
Dana 15. prosinca 2006. godine dogodila se tragedija u Juventusovom trening centru u Vinovu kada su se dva 17-godišnja člana Juventusa, Alessio Ferramosca i Riccardo Neri utopili u jezeru pokušavajući iz zaleđene vode izvući nogometnu loptu. Utakmica protiv Cesene koja je trebala biti odigrana taj dan je odgođena, a navijači se često prisjećaju dva poginula nogometaša transparentima i njihovim slikama na tribinama, a i sami igrači više su puta poslali poruku o nesretno poginulim, mladim igračima. Luca Marrone, koji je bio suigrač njima dvojici je na proslavi 30. Scudetta nosio majicu sa slikom obojice igrača i natpisom Ale & Ricky.
Dana 19. svibnja 2007. godine nakon gostujuće pobjede nad Arezzom od 5:1 Juve je i matematički osigurao povratak u Serie A nakon samo jedne godine izbivanja iz najvišeg ranga talijanskog nogometa. Proslava promocije bila je u 40. kolu nakon pobjede nad Mantovom u Torinu od 2:0, a nakon te se utakmice Didier Deschamps oprostio od trenerske klupe Juventusa zbog svađe s tadašnjim sportskim direktorom, Alessiom Seccom. Na njegovo mjesto došao je Giancarlo Corradini koji je bio trener samo sljedeća dva kola, da bi 3. srpnja 2007. Claudio Ranieri preuzeo kormilo ekipe. U toj sezoni u Serie B mnogi su mladi igrači poput Claudija Marchisia, Sebastiana Giovinca i drugih dobili priliku pokazati svoje nogometno umijeće što su na najbolji mogući način iskoristili.

## Povratak u elitu
U ljeto 2007. godine u klub stiže nekoliko pojačanja. Prije svih, na mjesto novog trenera dolazi Claudio Ranieri koji je sezonu ranije uspio s Parmom izboriti opstanak u prvoj ligi. Dolaze igrači poput Vincenza Iaquinte, Tiaga Mendesa, Hasana Salihamidžića itd. U zimskom prijelaznom roku u klub stiže i Malijac, Mohamed Sissoko iz Liverpoola.
Na veliko iznenađenje momčad starta vrlo dobro u povratničkoj sezoni te sezonu započinju visokom pobjedom nad Livornom od 5:1 u Torinu. Nakon duge sezone Juventus se uspjeva plasirati u Ligu prvaka osvojenim trećim mjestom iza Rome i Intera. Alessandro Del Piero te je sezone postao najbolji strijelac lige, jedini puta u karijeri. Del Piero je zabio te sezone 21 pogodak, a David Trezeguet samo jedan manje.
Sljedeće sezone Juventus nakon dvije godine ponovno nastupa u Ligi prvaka i u grupnoj fazi natjecanja završava prvi u skupini ispred Real Madrida, Zenita te BATE Borisova. Posebno se pamte dvije pobjede nad Realom, ona u Torinu od 2:1 i u Madridu 2:0 pogodcima Alessandra Del Piera. U osmini finala londonski Chelsea bio je bolji 3:2 sveukupnim rezultatom te se Bianconeri opraštaju od Europe. U domaćem prvenstvu momčad igra vrlo dobro i završava na dobrom drugom mjestu, no trener Claudio Ranieri dobiva otkaz nakon niza remija na kraju sezone. Zamjenjuje ga Ciro Ferrara.
Ferrara ostaje trener i sljedeće sezone, a u klub dolaze zvučna pojačanja poput brazilca Diega, Felipe Mela, Fabija Grossa, Martina Caceresa te se u klub vraća Fabio Cannavaro. Nakon odličnog starta dolaze lošiji rezultati te Juve ispada već nakon grupe faze iz Lige prvaka, a kasnije gube i u Kupu UEFA od engleskog Fulhama nakon što su u Torinu pobijedili 3:1. U siječnju 2010. Ferrara je smijenjen, a u klub privremeno dolazi Alberto Zaccheroni. Na kraju momčad završava na iznenađujuće lošem 7. mjestu u Serie A, čime se izjednačuje najlošiji rezultat u zadnjih 20 godina.
U ljeto 2010. mijenja se kompletna uprava kluba te na mjesto predsjednika dolazi Andrea Agnelli, za kojega su navijači i htjeli da dođe nakon mnogih prosvjeda protiv bivše uprave i nekih bivših igrača koje su prozvali plaćenicima. Dolazi do prave rekonstrukcije kluba te veliki broj igrača odlazi iz kluba, a isto tako dolazi puno novih igrača u klub. Tog je ljeta i Luigi Delneri postao novim trenerom.
Do polovice sezone momčad drži vrlo dobro 2. mjesto u Serie A, no onda u prvome mjesecu gubi kod kuće od Parme rezultatom 4:1 kada je Felipe Melo zaradio na samome početku crveni karton, a Fabio Quagliarella se ozlijedio. Kasnije je utvrđeno da Quagliarelle neće biti do kraja sezone i nakon te utakmice krenulo je sve nizbrdo. Ranije je momčad ispala iz grupne faze Europske lige gdje su zabilježili 6 remija u isto toliko utakmica. Na kraju još jedne razočaravajuće sezone Juventus završava ponovno na 7. mjestu te s 15 poraza u sezoni obara neslavni rekord star preko 50 godina.

## Nizanje rekorda

### Niz neporaženosti i povratak na vrh
Juventus u sezonu 2011./12. kreće s novim stadionom, novim trenerom te s nakoliko igračkih pojačanja. U novoj sezoni torinska momčad postaje prvi talijanski klub kojemu je uspjelo završiti sezonu bez poraza otkako se u Serie A natječe 20 klubova. Bila je to sezona u kojoj se očekivao barem plasman u Ligu prvaka, no genijalni novi trener Antonio Conte uspio je napraviti pravo malo čudo i stvoriti najjači talijanski nogometni klub. Juventus je te sezone stigao i do finala talijanskog kupa u kojemu su cijele sezone igrali praktički s drugom postavom, no u finalu u Rimu gube od Napolija. Vođa ove ekipe bio je Andrea Pirlo.
Bila je to i posljenja sezona najvećem igraču u povijesti kluba, Alessandru Del Pieru, koji s 37 godina nije dobio ponudu uprave da se ugovor s klubom produži te je on preselio u Australiju.
Stara dama se ne zaustavlja niti početkom sljedeće sezone, te u prvih 7 utakmica bilježi 6 pobjeda te samo jedan remi, čime dolazi na nevjerojatan niz od 46 utakmica bez poraza u Serie A s preko 500 neporaženih dana. Vraća se Juventus te sezone i u Ligu prvaka te se u skupini susreće s braniteljem naslova Chelseajem, te ukrajinskim i danskim prvakom, Šahtarom i Nordsjællandom. Sezone 2013/14 Juventus je ponovno na Ligi prvaka, no ispada u grupnoj fazi kao treći iza Real Madrida i Galatasaraya te europsko proljeće provodi u Europskoj ligi gdje ispada od Benfice u polufinalu. Na ljeto 2014. Antonio Conte daje ostavku kako bi preuzeo Talijansku nogometnu reprezentaciju, a na klupu dolazi Massimiliano Allegri.

### Dolazak Massimiliana Allegrija
Nakon samo dva dana od početka priprema za novu sezonu klub potresa vijest da Antonio Conte napušta trenersku poziciju te ubrzo potom klupu preuzima Massimiliano Allegri. Ispočetka vrlo skeptične navijače Juventusa Allegri je pridobio na svoju stranu dobrim rezultatima. Već u prvoj sezoni Allegri je odveo klub do finala Lige prvaka porazivši putem lanjskog osvajača, španjolski Real Madrid. Po četvrti puta zaredom klub je osvojio naslov talijanskog prvaka, a prvi puta nakon 1995. godine osvojen je i talijanski kup, jubilarni i rekordni deseti put. U finalu Lige prvaka održanom na Olimpijskom stadionu u Berlinu Juventus je poražen od Barcelone 3:1.
Več iduće sezone Juventus ponovno osvaja duplu krunu u Italiji, dok u osmini finala Lige prvaka nesretno ispada nakon produžetaka protiv minhenskog Bayerna.
Sezona 2016./17. donosi novu dvostruku krunu u Italiji, a po deveti puta u povijesti klub je sudionik finala Lige prvaka gdje ovoga puta gubi protiv Real Madrida rezultatom 4:1. Šestim uzastopni i 35. naslovom talijanskog prvaka oboren je i rekord po broju uzastopnih naslova prvaka koje je klub prije toga dijelio s momčadi Torina.
2017./18. Juventus nesretno ispada u četvrtfinalu Lige prvaka protiv Real Madrida nakon što je u Madridu pobijedio 3:1, državši 3:0 vodstvo do posljednje minute i kontroverzno dosuđene najstrože kazne za Real. No pobjeda u gostima nije bila dovoljna jer je Real slavio u prvoj utakmici u Torinu 3:0. Pod palicom Allegrija osvajen je četvrti kup zaredom, uvjerljivom pobjedom u Rimu protiv Milana s 4:0. Četiri dana kasnije na istom stadionu remijem protiv Rome momčad dolazi i do matematičke potvrde sedmog uzastopnog Scudetta.
Allegri postaje prvi trener u Italiji koji je osvojio četiri dvostruke krune zaredom, a Juventus upisuje još jedan u nizu rekorda.
17. svibnja 2018. na legendarni 40-godišnji vratar Gianluigi Buffon objavio je da će na kraju sezone napustiti Juventus nakon dugih 17 godina među vratnicama torinske momčadi s kojom je osvojio 11 naslova prvaka Italije i dugi niz drugih trofeja. Dva dana kasnije u domaćoj utakmici protiv Verone u kojoj je ispraćen ovacijama cijeloga stadiona Buffon je odigrao svoju posljednju utakmicu za Juventus podigavši na kraju utakmice kao kapetan trofej prvaka Italije.

## Stadioni
U prve dvije godine postojanja, Juventus je igrao na Parco del Valentinu i Parco Cittadelli. Poslije toga sve do 1908. utakmice su se igrale na Piazza d'Armi Stadionu osim 1905. (godine osvajanja prvog Scudetta) i 1906. godine kada je momčad igrala na Corso Re Umbertu.
Kasnije, od 1909. do 1922. mjesto okršaja je bio Corso Sebastopoli dok je u sljedećih 11 godina to bio Corso Marsiglia Camp. Na kraju 1933. presljeno je na Stadio Benito Mussolini (kasnije Stadio Olimpico) sagrađen za Svjetsko prvenstvo 1934. godine u Italiji. U sljedećih 45 godina na njemu je odigrano 890 ligaških utakmica sve do 1990. godine. Onda je dobiven novi stdion, također sagrađen za potrebe svjetskog prvenstva, ali ovoga puta 1990. godine, a stadion je dobio ime Delle Alpi.
Tu su sve domaće utakmice igrale od sezone 1990./91. pa do 2005./06. U kolovozu 2006. Juventus se vraća na Olimpico koji je pola godine ranije renoviran za zimske olimpijske igre koje su te godine održane u Torinu.
11. rujna odigrana je prva službena utakmica na novoizgrađenom Juventus Stadiumu. Juventus je tako postao prvi nogometni klub u Italiji koji igra na stadionu koji je u potpunosti u klupskom vlasništvu.

## Boje, grbovi i nadimci

### Boja dresova
Juventus igra u crno-bijelim dresovima s bijelim hlačicama, u nekim sezonama crnim hlačicama, od 1903. godine. Originalan klupski dres bio je ružičaste boje s crnim hlačicama u kojima su igrali samo zato što su im poslani krivi dresovi. Otac jednog igrača napravio je prve dresove koji su se isprali pranjem te je boja izblijedila tako da su 1903. odlučili zamijeniti ružičaste dresove.
Jedan od igrača, Englez John Savage poslan je u domovinu po nove dresove. On je imao prijatelja u Nottinghamu koji je bio navijač Notts Countyja, te je tako Juventus dobio crno-bijele dresove po Notts Countyju. Od tada Juventini nose crno-bijele dresove, a boje se smatraju snažnim i agresivnim.

### Grbovi
Grb Juventusa pretrpio je nekoliko manjih promjena izgleda od 20-ih godina. Stara Dama je posljednji puta dizajn grba promijenila prije početka sezone 2004./05. Sadašnji grb je jajolikog oblika s crno-bijelim prugama kakvi se koriste u talijanskim crkvenim grbovima. Na grbu se nalazili sveukupno pet okomito posloženih pruga, dvije su bijele, a tri su crne boje. Na gornjem dijelu grba nalazi se ime kluba na bijeloj praznini iznad zlatne crte (zlatna zbog časti). Bijela silueta jurećeg bika je na dnu grba, na crnom starom, francuskom štitu. Jureći bik simbol je Torina.
Iznad jurećeg bika i štita nalazi se također i crna kruna. Kruna podsjeća na Augusta Tourinorum, stari grad koji je bio na mjestu Torina za vrijeme Rimskog carstva.
U prošlosti je dio grba bio plave boje, koja je također simbol grada Torina. Stari francuski štit i zidna kruna također su bili u donjem dijelu grba, no na današnjem grbu su znatno manji. Dvije zlatne zvijezde, za osvojenih 20 naslova prvaka nalazile su se iznad grba. Juventus je 2012. godine službeno osvojio 28. naslov prvaka, no kako u klubu ne priznaju oduzimanje dva naslov odlučili su staviti tri zlatne zvjezdice iznad grba koje simboliziraju 30 titula. Nogometaši na utakmicama ne nose dresove s tri zvjezdice, odnosno one su prekrivene crnom ili bijelom trakom, ovisno radi li se o domaćem ili gostujućem dresu, dok se na dresovima za prodaju jasno vide tri zvjezdice.

### Nadimci
Tijekom svoje povijesti Juventus je dobio brojne nadimke, a La Vecchia Signora (hrv. Stara Dama) najbolji je primjer toga. To je ujedno i najpoznatiji nadimak kluba, kojega će prepoznati u cijelome svijetu. 'Stari' dio nadimka dosjetka je na značenje imena Juventus, što na latinskom znači mladost. Klub je dobio taj nadimak u 30-im godinama prošlog stoljeća zbog godina tadašnjih igračkih zvijezda. Dio 'Dama' u nadimku dolazi od naziva kojim su navijači zvali svoj klub iz milja prije 1930. godine.
Još jedan klupski nadimak je La Fidanzata d'Italia (hrv. Djevojka Italije, Talijanska djevojka), zato što je klub tijekom godina pridobio veliki broj navijača s juga Italije, od radnika (ponajviše iz Napulja i Palerma), koji su stizali u Torino 30-ih te se masovno zapošljavali u Fiatu.
Drugi nadimci su: Bianconeri (hrv. Crno-bijeli), jednostavno, po boji dresova; Le Zebre jer crno-bijele boje dresove podsjećaju na te životinje. I Gobbi (hrv. Grbavci) zato što stare dame obično imaju iskrivljena, grbava leđa. Gobbi je također nadimak za navijače Juventusa.

### Himna
Službena himna Juventusa zove se 'Storia di un Grande Amore' (hrv. Priča o velikoj ljubavi), koju su napisali Alessandra Torre i Claudio Guidetti. Verzija pjesme koja se pušta na stadionu prije svake utakmice je ona koju pjeva Paolo Belli. On je otpjevao pjesmu 2007. godine iako je napisana ranije.
Juventus ima još mnogo pjesama, a neke od prijašnjih himni su bile 'Il cielo è bianconero' (hrv. Nebo je crno-bijelo), 'Vecchia Signora' (hrv. Stara dama), 'Juve facci sognare' (hrv. Juve, daj nam da sanjamo) i 'Magica Juve' (hrv. Čarobni Juve). Sve ove pjesme je napisao Francesco De Felice.
1997. godine, za stogodišnjicu kluba napisana je pjesma 'Juvecentus' koju je otpjevao poznati talijanski pjevač, Pierangelo Bertoli, u čast 100. rođendana voljenog mu kluba.

## Navijači
Juventus je uvjerljivo najpopularniji talijanski klub s preko 12 milijuna navijača u samoj Italiji te skoro 200 milijuna u svijetu.
Prve prave navijačke skupine Juventusovih navijača počele su se organizirati sredinom 1970-ih, a prve dvije zvale su se Venceremos' i Autonomia Bianconera te su obje bile lijevo politički nastrojene. Kako su godine odmicale sve se više Ultras grupa počela osnivati i tako su 1976. godine nastali Fossa dei Campioni i Panthersi.
Samo godinu dana kasnije osnovani su tzv. Fightersi od strane Beppea Rossija koji je nakon svoje smrti 1995. godine postao simobolom Juventusovih navijača. S vremenom osnivano je sve više navijačkih skupina, a neke su se u međuvremenu nastale te su formirane nove skupine. Dvije ekstremne navijačke skupine, koje i dan danas postoje, Nucleo Armato Bianconero' i Viking osnovane su 1985., odnosno 1986. godine. Mnogi navijači drugih klubova u Italiji i Europi imaju iznimno poštovanje prema ove dvije navijačke skupine, a Vikinzi su na utakmici protiv Udinesea 2008. godine transparentima na hrvatskome podržali BBB-e koji su nekoliko dana ranije prekinuli utakmici Kupa UEFA-e u Udinama između Udinesea i Dinama. Za ove dvije navijačke skupine smatra se i da su huliganske.
Najveća i najjača skupina Juventusovih navijača u to vrijeme, Gruppo Storico Fighters raspala se nakon sukova navijača Juventusa i Fiorentine u Firenci 1987. godine. Mnogi bivši članovi Fightersa i drugih navijačkih skupina koje su se raspale odlučili su osnovati novu navijačku skupinu pod imenom Arancia Meccanica (hrv. Paklena Naranča), inspiriranu po popularnome filmu Stanleya Kubricka, ali u kratkome vremenu promijenili su ime grupe u Drughi. Drughi su postali najvažnija Juventusova navijačka skupina i u razdoblju od 1988. do 1996. godine imali su preko 10.000 članova. Danas glase za jednu od najjačih Ultras grupa u Italiji, a posebni su po tome što su jedina navijačka skupina na Apeninskom poluotoku koja nije politički opredijeljena.
Nakon nekoliko pokušaja ponovnog osnivaja Fightersa 2005. godine odlučeno je da ta navijačka skupina promjeni ime u Tradizione Bianconera pod kojim je danas poznata.
Tijekom igranja na Delle Alpiju, Juventus je imao vrlo nisku posjećenost na domaćim, a i europskim utakmicama te je stadion od skoro 70.000 sjedećih mjesta na većini utakmica bio poluprazan, a na to nije utjecala samo loša vidljivost na stadionu, već i to što veliki broj navijača Juventusa dolazi s juga Italije, s otoka Sicilije, Sardnije kao i iz gradova kao što su Napulj, Bari, Lecce, Palermo, a i iz onih koji su sjevernija poput Rima ili Bolonje. U Italiji su vrlo poznate i "podružnice" Drughija, a neke od njih su Drughi Roma (Rim), Drughi Sicilia itd. U samome Torinu Juventus nema većinski broj navijača, te zbog male potražnje za kartama u samome gradu Juventus je na gostujućim utakmicama uvijek bio praćen, a u većini slučajeva navijači su nadglasali domaćine protiv kojih je Juventus tada igrao.
Na svoje su došli Juventini početkom 2011./12. sezone u kojoj je na kraju i osvojen naslov prvaka. Juventus je u razdoblju od 2006. do 2011. godine igrao na Olimpico di Torinu, no u 9. mjesecu 2011. otvoren je Juventus Stadium, novoizgrađeni stadion koji je bio manjeg kapaciteta od Delle Alpija, no za razliku od njega prosječna gledanost na novom stadionu je skoro maksimalna, a znalo se tijekom sezone događati da su sve karte rasprodane u samo nekoliko sati i to za toliko neatraktivne protivnike s dna tablice.
A što je najbitnije za obične navijače i one navijače iz Ultras grupa osim visoke posjećenosti jest to da su na novome stadionu sve navijačke skupine odlučile biti na istoj tribini (Curva Sud-hrv. južna tribina) i zajedno navijati, što nije bio slučaj na Olimpicu kada su manje skupine bile na sjeveru (Curva Nord), a većinski broj Ultrasa je bio na jugu te je često dolazilo do neslaganja što se tiče navijanja.

### Prijateljstva
Juventus, odnosno navijači u Italiji praktički da nemaju prijateljskih klubova, osim niželigaša Avellina, no zato je na međunarodnoj sceni situacija posve drugačija. Poznato je da su Juventini u vrlo dobrim odnosima s poljskom Legiom iz Varšave, nizozemskim Ado den Haagom te belgijskim Club Bruggeom. Ova su četiri kluba vrlo prijateljski nastrojena jedni prema drugima, a često se znalo vidjeti na stadionima u Poljskoj ili Nizozemskoj Juventusovih navijačkih transparenata. Na neprijateljske odnose sa svim talijanskim navijačkim skupinama ponajviše se odnosi na Drughije koji su uvjerljivo najmnogobrojnija navijačka skupina u državi.

## Rivalstva
Juventus je u Italiji osim toga što je najvoljeniji i najpopularnij klub, isto tako i "najomraženiji" klub te stoga ima rivale praktički u svakome dijelu Italije. Dva najveća Juventusova rivala ipak se ističu od ostalih, a to su gradski suparnik Torino, te vjerojatno klub kojega najmanje vole navijači Juventusa, milanski Inter.

### Derby della Mole
Derby della Mole (Torinski derbi) derbi je dva najveća torinska kluba, Juventusa i Torina. Rivalstvo je počelo davne 1906. godine kada je Torino osnovan od strane bivših članova Juventusa, koji su nakon svađe u klubu odlučili osnovati svoj klub koji će biti ravnopravan Juventusu.
Juve je kao što i priliči najtrofejnijem talijanskom klubu, puno uspješniji u međusobnim susretima s Torinom. Pojavila se i fraza među Juventusovi navijačima koja opisije taj derbi, a ona glasi: Ako zebra igdje može ubiti bika, onda je to u Torinu, na nogometnom stadionu; misleći se pritom na ova dva kluba, zebra je Juve, a bik (tal. Toro) predstavlja Torino.
Torino je manje uspješniji te se sa svojih 7 naslova talijanskog prvaka teško može mjeriti s Juventusovih 31, no navijači Torina žive samo za utakmicu protiv Juventusa, utakmicu u kojoj su često znali biti pregaženi, no pobjede, iako one rijetke bile, pamte se godinama. Sljedeće sezone Torino će ponovno igrati u Serie A te će se tako Derby della Mole igrati po prvi puta nakon tri godine.

### Derby d'Italia
Derby d'Italia najveći je derbi talijanskog nogometa, derbi dva najtrofejnija talijanska kluba, dva kluba koja nikada nisu ispala iz Serie A do 2006. godine kada je Juventus zbog Calciopoli skandala izbačen u niži rang natjecanja. Derbi je to između Juventusa i Intera.
Ako postoji utakmica koju Juventusovi navijači najviše čekaju, utakmica do koje im je najviše stalo, vrlo je vjerojatno to onda utakmica protiv milanskog Intera s kojima imaju burnu prošlost. Juventusovi navijači nikada neće zaboraviti što se dogodilo 2006. godine i na koji je način njihov klub izbačen u drugu ligu, na koji su način njihovi najveći rivali stekli slavu, slavu koja je pripadala u to vrijeme Juventusu i Milanu.
Zanimljivo je da su Juventus i Inter također i dvije najpopularnije momčadi u Italiji, Juve s preko 10 milijuna navijača, a Inter s preko 5,5 milijuna. Pravo rivalstvo ova dva kluba može se reći da je počelo 1967. godine kada je poznati talijanski sportski novinar, Gianni Brera "zakuhao" odnose ova dva kluba pričajući o njihovim trofejima, njihovom prestižu i u domaćem i u svjetskom nogometu.
U Italiji vjerojatno ne postoji takav međugradski derbi u kojemu je toliko tenzija. Na sveukupnoj tablici Serie A, Juventus ima najviše zabijenih golova, najviše osvojenih bodova, a Inter je drugi. To je također rivalstvo dva kluba koja nikada nisu igrala u Serie B (do 2006.), rivalstvo dva najveća grada na sjeverozapadu Italije.
Samo rivalstvo između ova dva kluba naglo se povećalo nakon 2006. godine, posebno nakon Juventusova povratka u Serie A godinu dana kasnije. U mislima Juventina, Inter će uvijek biti klub koji je htio uništiti Juve, klub koji je na prljav način pokušao "riješiti" se konkurencije, što mu je i umalo pošlo za rukom. S druge strane, Interovi navijači pripisuju sebi Scudetto iz sezone 2005./06. u kojoj je Inter bio tek treći, no naslov mu je predan za stolom. Juventusova borba za oduzetim naslovima prvaka još uvijek traje, te se tako i današnji predsjednik kluba, Andrea Agnelli bori pravnim putem za vraćanje tih naslova, a samim time rivalstvo između ova dva kluba i dalje je na vrlo visokom nivou. Iako ima mnogo dokaza u korist Juventusa, odnosno dokaza koji štete Interu koji se do nedavno činio kao poštena ekipa iz tih godina, naslovi prvaka još uvijek nisu vraćeni te se sud pozvao na pravo zastare jer je slučaj stariji od 5 godina.
U Serie A, međubosni omjer u utakmicama ova dva kluba na strani je Juventusa, te tako torinski Juve ima 81 pobjedu uz 46 remija, dok je 51 utakmica završila na strani nerazzurra. U sezoni 2011./12., u kojoj je Juventus po prvi puta nakon povratka u Serie A osvojio Scudetto, oba puta je torinski sastav slavio. Na San Siru bilo je 2-1 za goste, da bi pred domaćom publikom Juve slavio rezultatom 2-0.

### Ostala rivalstva
Osim što je veliko rivalstvo izraženo između Juventusa i Torina, odnosno Juventusa i Intera, Stara Dama u Italiji ima još puno rivala, no te su utakmice svakako s manje tenzija od prethodna dva derbija. A to su – Napoli, Milan, Roma itd.

#### Napoli
Rivalstvo Juventusa i Napolija počelo je krajem 80-ih godina prošlog stoljeća, kada je Napuljem vladao Diego Armando Maradona. Napoli je za njegovo vrijeme osvojio dva naslova talijanskog prvaka, a Juventus je tu naravno bio glavni suparnik u borbama za trofeje. Nakon odlaska Maradone Napoli je upao u tešku financijsku krizu te je klub izbačen u treću ligu, da bi se ponovno s Juventusom susreli 2006. godine u Serie B kada su zajedno i ušli u prvu ligu.
U Napulju je veliki broj navijača Juventusa, a Napoletancima to nikako ne odgovara te uz poznati južnjački temperament Juventus im je postao prva meta i vjerojatno najveći rival. U sezoni 2011./12. u Napulju ova dva su kluba odigrala neriješeno, 3:3, kasnije je u Torinu Juventus slavio 3:0 da bi u posljednjoj utakmici sezone, u finalu talijanskog kupa Napoli u Rimu pobijedio 2:0. Iste godine, 11. kolovoza u Pekingu ova dva kluba igrala su u finalu talijanskog superkupa. Juventus je pobijedio nakon produžetaka rezultatom 4:2.
Navijači Juventusa često prilikom gostovanja Napolija dočekuju njihove pristaše transparentima, Dobrodošli u Italiju, Vezuve probudi se i dr.

#### Rivalstvo s rimskim klubovima
Juventusovi navijači izrazito su neprijateljski nastrojeni prema Rimljanima, točnije navijačima Lazia i Rome, baš kao što su i navijači ta dva kluba prema navijačima Juventusa. 2007. godine nakon što su na autocesti kod grada Arezza navijači Lazija napali navijače Juventusa, ubijen je navijač Lazija Gabriele Sandri kojega je usmrtio hitac iz policijskog pištolja. Zanimljivo je da Juventus u Rimu od Lazija nije izgubio punih 9 godina.
Romino i Juventusovo rivalstvo također je izraženo, no ono je ipak nešto manje od ostalih. Rivalstvo Juventusa i Rome započelo je 80-ih godina prošloga stoljeća nakon što su se 1981. godine ova dva kluba borila za naslov prvaka. Juventus je na kraju osvojio naslov, no samo tri kola prije kraja Roma je gostovala u Torinu kod Juventusa. Maurizio Turone je pred sam kraj utakmica postigao pogodak na dodavanje Carla Ancelottija, no sudac je odlučio poništiti pogodak zbog navodnog zaleđa. Linijski sudac je pogriješio, a utakmica je završena rezultatom 0:0 kojime je Juventus ostao na vodećoj poziciji. U sezoni 2005./06. Romini navijači su imali namjeru napasti bus s igračima Juventusa, no nečijom krivom odlukom zasuli su igrače vlastita kluba raznim predmetima čime su postali šala od strane Juventina. Slično kao i Lazio, A.S. Roma kod kuće ima vrlo loše rezultate protiv Juventusa, te je tako Juve u posljednjih 8 godina u Rimu neporažen od Rome.

#### Milan
Za rivalstvo Juventusa i Milana može se reći da je jedno od mirnijih jer rivalstvo ova dva kluba vezano je za događaje na terenu, a ne oko njega. Milan Juventinima nikada nije bio kao Inter ili Torino, klub koji se mrzi, već klub s kojime se bore za naslove prvaka, iako su znali frcati iskrive i između ova dva kluba, no čelnici oba kluba su u prijateljskim odnosima te se može reći da je rivalstvo između ova dva kluba pravo sportsko rivalstvo.

#### Fiorentina
U Italiji je poznata mržnja crno-bijelih i ljubičastih, odnosno Viola. Samo rivalstvo na terenu ne postoji već godinama, no na tribinama ono je uvijek prisutno. Mržnja između Juventusovih i Fiorentininih navijača toliko je duga da rijetko zna točno kada je počela. Od protivničkih skupina navijača, Juventusovi navijači vjerojatno najviše mrze Fiorentinine navijače i engleske navijače općenito.
Jako se zakuhalo među ova dva kluba kada je legenda talijanskog nogometa, Roberto Baggio, prešao iz redove Fiorentine u Juventus što se nije svidjelo Fiorentininim navijačima. Kasnije kada su se susrela ova dva kluba, Baggio je trebao pucati jedanaesterac, no odbio je zabiti voljenom klubu, da bi kasnije pri izlasku iz terena pokupio ljubičasti šal i poljubio ga.

#### Rivalstva s engleskim klubovima
Talijanski i engleski navijači nikada nisu bili prijatelji, a odnosi između ova dva tabora posebno su se pogoršali nakon 1985. godine i tragedije na Heyselu kada su Liverpoolovi navijači usmrtili 39 Juventusovih navijača.
2005. godine Juventus i Liverpool su se sastali u Ligi prvaka po prvi puta nakon strašne tragedije, te neki navijači Juventusa nisu prihvatili ruku pomirenja od strane Engleza.

## Igrači Juventusa u reprezentaciji Italije
Juventus je klub koji je sveukupno dao najviše igrača talijanskoj reprezentaciji u povijesti, a također, Juventus je jedini klub čiji je igrač igrao na svakoj utakmici reprezentacije nakon 2. svjetskog prvenstva. Mnogi Juventusovi igrači nastupali su na svjetskim prvenstvima za Italiju, a najviše ih je bilo iz dva zlatna doba ovog torinskog kluba, Quinquennio d'Oro (hr. Zlatna petogodišnjica) od 1931. do 1935., te Ciclo Leggendario (hr. Legendarni ciklus) od 1972. do 1986. godine.
Popis Juventusovih igrača koji su nastupali za talijanske reprezentacije koje su osvajale svjetska prvenstva;
- Svjetsko prvenstvo 1934. (9); Gianpiero Combi, Virginio Rosetta, Luigi Bertolini, Felice Borel IIº, Umberto Caligaris, Giovanni Ferrari, Luis Monti, Raimundo Orsi i Mario Varglien Iº

- Svjetsko prvenstvo 1938. (2); Alfredo Foni i Pietro Rava

- Svjetsko prvenstvo 1982. (6); Dino Zoff, Antonio Cabrini, Claudio Gentile, Paolo Rossi, Gaetano Scirea i Marco Tardelli

- Svjetsko prvenstvo 2006. (5); Fabio Cannavaro, Gianluigi Buffon, Mauro Camoranesi, Alessandro Del Piero i Gianluca Zambrotta

Dva Juventusova igrača osvojila su zlatnu kopačku za najboljeg strijelca svjetskog prvenstva, Paolo Rossi 1982. i Salvatore Schillaci 1990. Osim što su bili dio talijanske reprezentacije koja je osvojila Svjetsko prvenstvo 1934., Alfredo Foni i Pietro Rava kao igrači Juventusa bili su članovi talijanske reprezentacije koja je osvojila zlatnu medalju na ljetnim Olimpijskim igrama 1936. Tri Bianconera bili su članovi reprezentacije koja je 1968. osvojila Europsko prvenstvo; Sandro Salvadore, Ernesto Càstano and Giancarlo Bercellino.
Torinski je klub imao u svojoj povijesti i puno reprezentativaca stranih država. Zinédine Zidane i kapetan Didier Deschamps su kao Juventusovi igrači osvojili Svjetsko prvenstvo 1998. s Francuskom, čime je Juventus postao klub s najviše svjetskih prvaka. Patrick Vieira, David Trézéguet i Lilian Thuram također su te godine osvojili Svjetsko prvenstvo, no oni su u Juventusu igrali nešto kasnije.
Još su tri strana igrača osvojila europska prvenstva sa svojim državama dok su bili igrači Juventusa, Luis del Sol je 1964. osvojio Euro sa Španjolskom, a Michel Platini i Zinédine Zidane osvojili su s Francuskom Europska prvenstva 1984., odnosno 2000. godine.

## Predsjednici
Juventus je imao mnogo predsjednika kroz svoju dugu povijest od kojih su neki bili i vlasnici kluba:
| Ime                                              | Period        |
| ------------------------------------------------ | ------------- |
| Eugenio Canfari                                  | 1897. – 1898. |
| Enrico Canfari                                   | 1898. – 1901. |
| Carlo Favale                                     | 1901. – 1902. |
| Giacomo Parvopassu                               | 1903. – 1904. |
| Alfred Dick                                      | 1905. – 1906. |
| Carlo Vittorio Varetti                           | 1907. – 1910. |
| Attilio Ubertalli                                | 1911. – 1912. |
| Giuseppe Hess                                    | 1913. – 1915. |
| Gioacchino Armano Fernando Nizza Sandro Zambelli | 1915. – 1918. |
| Corrado Corradini                                | 1919. – 1920. |
| Gino Olivetti                                    | 1920. – 1923. |
| Edoardo Agnelli                                  | 1923. – 1935. |
| Giovanni Mazzonis                                | 1935. – 1936. |

| Ime                                               | Period        |
| ------------------------------------------------- | ------------- |
| Emilio de la Forest de Divonne                    | 1936. – 1941. |
| Pietro Dusio                                      | 1941. – 1947. |
| Giovanni Agnelli                                  | 1947. – 1954. |
| Enrico Craveri Nino Cravetto Marcello Giustiniani | 1954. – 1955. |
| Umberto Agnelli                                   | 1955. – 1962. |
| Vittore Catella                                   | 1962. – 1971. |
| Giampiero Boniperti                               | 1971. – 1990. |
| Vittorio Caissotti di Chiusano                    | 1990. – 2003. |
| Franzo Grande Stevens                             | 2003. – 2006. |
| Giovanni Cobolli Gigli                            | 2006. – 2009. |
| Jean-Claude Blanc                                 | 2009. – 2010. |
| Andrea Agnelli                                    | 2010. – 2023. |
| Gianluca Ferrero                                  | 2023. – danas |

## Treneri
Svi treneri od 1923. godine kada je obitelj Agnelli preuzela klub pa do sada:
| Ime                           | Nacionalnost | Period        |
| ----------------------------- | ------------ | ------------- |
| Jenő Károly                   |              | 1923. – 1926. |
| József Viola                  |              | 1926.         |
| József Viola                  |              | 1926. – 1928. |
| George Aitken                 |              | 1928. – 1930. |
| Carlo Carcano                 |              | 1930. – 1935. |
| Carlo Bigatto Benedetto Gola  |              | 1935.         |
| Virginio Rosetta              |              | 1935. – 1939. |
| Umberto Caligaris             |              | 1939. – 1941. |
| Federico Munerati             |              | 1941.         |
| Giovanni Ferrari              |              | 1941. – 1942. |
| Luis Monti                    |              | 1942.         |
| Felice Borel                  |              | 1942. – 1946. |
| Renato Cesarini               |              | 1946. – 1948. |
| William Chalmers              |              | 1948. – 1949. |
| Jesse Carver                  |              | 1949. – 1951. |
| Luigi Bertolini               |              | 1951.         |
| György Sárosi                 |              | 1951. – 1953. |
| Aldo Olivieri                 |              | 1953. – 1955. |
| Sandro Puppo                  |              | 1955. – 1957. |
| Ljubiša Broćić                |              | 1957. – 1959. |
| Teobaldo Depetrini            |              | 1959.         |
| Renato Cesarini               |              | 1959. – 1961. |
| Carlo Parola                  |              | 1961.         |
| Gunnar Gren Július Korostelev |              | 1961.         |
| Carlo Parola                  |              | 1961. – 1962. |
| Paulo Amaral                  |              | 1962. – 1964. |
| Eraldo Monzeglio              |              | 1964.         |
| Heriberto Herrera             |              | 1964. – 1969. |

| Ime                  | Nacionalnost | Period        |
| -------------------- | ------------ | ------------- |
| Luis Carniglia       |              | 1969. – 1970. |
| Ercole Rabitti       |              | 1970.         |
| Armando Picchi       |              | 1970. – 1971. |
| Čestmír Vycpálek     |              | 1971. – 1974. |
| Carlo Parola         |              | 1974. – 1976. |
| Giovanni Trapattoni  |              | 1976. – 1986. |
| Rino Marchesi        |              | 1986. – 1988. |
| Dino Zoff            |              | 1988. – 1990. |
| Luigi Maifredi       |              | 1990. – 1991. |
| Giovanni Trapattoni  |              | 1991. – 1994. |
| Marcello Lippi       |              | 1994. – 1999. |
| Carlo Ancelotti      |              | 1999. – 2001. |
| Marcello Lippi       |              | 2001. – 2004. |
| Fabio Capello        |              | 2004. – 2006. |
| Didier Deschamps     |              | 2006. – 2007. |
| Giancarlo Corradini  |              | 2007.         |
| Claudio Ranieri      |              | 2007. – 2009. |
| Ciro Ferrara         |              | 2009. – 2010. |
| Alberto Zaccheroni   |              | 2010.         |
| Luigi Delneri        |              | 2010. – 2011. |
| Antonio Conte        |              | 2011. – 2014. |
| Massimiliano Allegri |              | 2014. – 2019. |
| Maurizio Sarri       |              | 2019. – 2020. |
| Andrea Pirlo         |              | 2020. – 2021. |
| Massimiliano Allegri |              | 2021. – 2024. |
| Paolo Montero        |              | 2024.         |
| Thiago Motta         |              | 2024. – 2025. |
| Igor Tudor           |              | 2025. – danas |

## Klupski uspjesi
| Tip natjecanja | Natjecanje                         | Br. Titula | Sezone |
| -------------- | ---------------------------------- | ---------- | --- |
| Domaći         | Serie A                            | 36         | 1905., 1925./26., 1930./31., 1931./32., 1932./33., 1933./34., 1934./35., 1949./50., 1951./52., 1957./58., 1959./60., 1960./61., 1966./67., 1971./72., 1972./73., 1974./75., 1976./77., 1977./78., 1980./81., 1981./82., 1983./84., 1985./86., 1994./95., 1996./97., 1997./98., 2001./02., 2002./03., 2004./05., 2011./12., 2012./13., 2013./14., 2014./15., 2015./16., 2016./17., 2017./18., 2018./19., 2019./20. |
| Domaći         | Serie B                            | 1          | 2006./07. |
| Domaći         | Coppa Italia                       | 15         | 1937./38., 1941./42., 1958./59., 1959./60., 1964./65., 1978./79., 1982./83., 1989./90., 1994./95., 2014./15., 2015./16., 2016./17., 2017./18., 2020./21., 2023./24. |
| Domaći         | Supercoppa Italiana                | 9          | 1995., 1997., 2002., 2003., 2012., 2013., 2015., 2018., 2020. |
| Europski       | UEFA Kup/Liga prvaka               | 2          | 1984./85., 1995./96. |
| Europski       | Kup pobjednika kupova              | 1          | 1983./84. |
| Europski       | Kup velesajamskih gradova/Kup UEFA | 3          | 1976./77., 1989./90., 1992./93. |
| Europski       | UEFA Superkup                      | 2          | 1984., 1996. |
| Europski       | Intertoto kup                      | 1          | 1999. |
| Svjetski       | Interkontinentalni kup             | 2          | 1985., 1996. |

## Međunarodna finala
Liga (Kup) prvaka
| 1972./73. | Juventus | 0:1            | Ajax Amsterdam    |
| 1982./83. | Juventus | 0:1            | Hamburger SV      |
| 1984./85. | Juventus | 1:0            | Liverpool         |
| 1995./96. | Juventus | 1:1 (4:2 11 m) | Ajax Amsterdam    |
| 1996./97. | Juventus | 1:3            | Borussia Dortmund |
| 1997./98. | Juventus | 0:1            | Real Madrid       |
| 2002./03. | Juventus | 0:0 (2:3 11 m) | A.C. Milan        |
| 2014./15. | Juventus | 1:3            | Barcelona         |
| 2016./17. | Juventus | 1:4            | Real Madrid       |

Kup pobjednika kupova
| 1983./84. | Juventus | 2:1 | Porto |

Kup UEFA / Kup velesajamskih gradova
| 1965./66. | Juventus | 0:1      | Ferencvaros       |
| 1970./71. | Juventus | 2:2, 1:1 | Leeds United      |
| 1976./77. | Juventus | 1:0, 1:2 | Athletic Bilbao   |
| 1989./90. | Juventus | 3:1, 0:0 | Fiorentina        |
| 1992./93. | Juventus | 3:1, 3:0 | Borussia Dortmund |
| 1994./95. | Juventus | 0:1, 1:1 | Parma             |

Europski superkup
| 1984. | Juventus | 2:0      | Liverpool |
| 1996. | Juventus | 6:1, 3:1 | PSG       |

Interkontinentalni kup
| 1973. | Juventus | 0:1            | Independiente Avellaneda |
| 1985. | Juventus | 2:2 (4:2 11 m) | Argentinos Juniors       |
| 1996. | Juventus | 1:0            | River Plate              |

## Sponzori kluba kroz povijest
Klub je zbog svoje uspješnosti tijekom povijesti, uvijek privlačio moćne sponzore. Posljednji od njih je američki proizvođač terenaca Jeep koji je s klubom u travnju 2012. sklopio ugovor o stavljanju svojeg loga na Juventusove dresove. Vrijednost ugovora iznosi 35 milijuna eura.
| Period        | Proizvođač dresova | Sponzor na dresu                           |
| ------------- | ------------------ | ------------------------------------------ |
| 1979. – 1989. | Kappa              | Ariston                                    |
| 1989. – 1992. | Kappa              | Upim                                       |
| 1992. – 1995. | Kappa              | Danone                                     |
| 1995. – 1998. | Kappa              | Sony                                       |
| 1998. – 1999. | Kappa              | D+Libertà digitale / Tele+                 |
| 1999. – 2000. | Kappa              | CanalSatellite / D+Libertà digitale / Sony |
| 2000. – 2001. | Lotto              | Sportal.com / Tele+                        |
| 2001. – 2002. | Lotto              | Fastweb / Tu Mobile                        |
| 2002. – 2003. | Lotto              | Fastweb / Tamoil                           |
| 2003. – 2004. | Nike               | Fastweb / Tamoil                           |
| 2004. – 2005. | Nike               | Sky Sport / Tamoil                         |
| 2005. – 2007. | Nike               | Tamoil                                     |
| 2007. – 2010. | Nike               | New Holland                                |
| 2010. – 2012. | Nike               | BetClic / Balocco                          |
| 2012. – 2015. | Nike               | Jeep                                       |

## Vanjske poveznice
- Službena web stranica Juventusa